# Marion Jones-Farquhar
Marion Jones-Farquhar (2 november 1879 – 14 maart 1965) was een tennisspeelster uit de Verenigde Staten van Amerika. Zij was korte tijd gehuwd met Robert Farquhar.

## Biografie
Jones leerde tennissen samen met haar zus Georgina op de West Side Tennis Club in Forest Hills (New York).
In 1898 bereikte zij de finale van de U.S. National Women's Championships, een jaar later wist zij die te winnen, evenals in 1902.
In 1900 nam zij deel aan de Olympische Zomerspelen van Parijs, waar zij twee bronzen onderscheidingen won. Medailles werden pas vanaf 1904 uitgereikt. Haar zus Georgina was ook een tennisspeelster die deelnam aan deze Olympische Spelen. Dat jaar was Marion de eerste niet-Britse speelster op Wimbledon. Zij kwam tot de kwartfinale.
Na haar tenniscarrière werkte Jones-Farquhar in de muziek, als violiste; ook vertaalde zij operalibretto's. Daarnaast was zij korte tijd hoofd van de New York Chamber Opera. In 1965 overleed zij in Los Angeles, Californië.
Jones' vader John Percival Jones was gedurende vijf termijnen senator in de staat Nevada.
Jones werd in 2006 opgenomen in de internationale Tennis Hall of Fame.